# Soldater i månsken
Soldater i månsken är en svensk dramaserie i fyra delar från 2000, som hade premiär i SVT samma år. Den är regisserad av Tomas Alfredson och manus är skrivet av Klas Östergren. Serien producerades av SVT i samproduktion med Yleisradio Ab/Finlands Svenska Television i Helsingfors.

## Handling
Människor som sover för lite blir farliga för sig själva och andra. Byggmästaren Roffe och den sjukskrivne adjunkten Gunnar har ett gemensamt – de slutar sova.

## Om serien
Soldater i månsken finns inte utgiven i handeln av upphovsrättsliga skäl. Soundtracket innehåller verk av The Beatles i olika tappningar. SVT repriserade serien maj–juni 2011. Den finns tillgänglig tills vidare i SVT:s Öppet arkiv.

## Rollista i urval
| Gösta Ekman           | – Gunnar                  |
| Göran Ragnerstam      | – Roffe                   |
| Gunilla Abrahamsson   | – Sonja                   |
| Lena Nylén            | – Bea                     |
| Annika Olsson         | – Marie                   |
| Annika Hallin         | – Li                      |
| Annicka Gjörvad       | – Gun                     |
| Lars Passgård         | – Hall                    |
| Johan H:son Kjellgren | – Blanck                  |
| Frida Hallgren        | – Lotta                   |
| Hilje Murel           | – Ludmila                 |
| Magnus Roosmann       | – byggmästaren            |
| Eddie Axberg          | – man i kris              |
| Carina Boberg         | – kvinna i kris           |
| Anja Lundkvist        | – kvinna i kris           |
| EwaMaria Björkström   | – ombud                   |
| Sten Elfström         | – Gunnars kollega         |
| Viktor Friberg        | – Gunnars kollega         |
| Jonas Karlsson        | – läkare                  |
| Boman Oscarsson       | – Roffes kollega          |
| Roger Storm           | – Roffes kollega          |
| Malin Birgerson       | – receptionist            |
| Olof Thunberg         | – Grannen vid lantstället |
| Peter Engman          | – tiggare                 |